# Благородный мохо

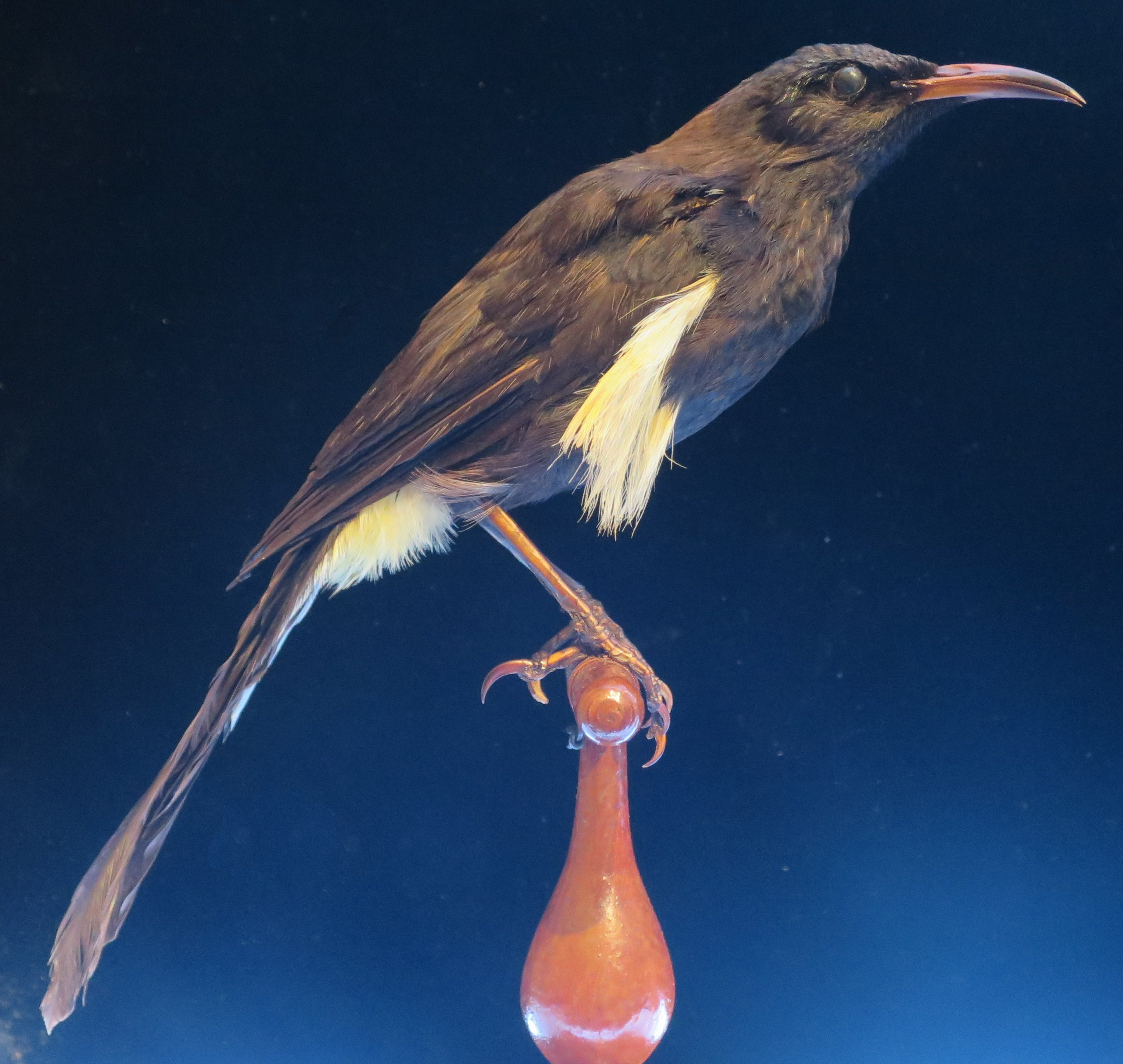
Чучело в музее Бишопа

Благородный мохо, или гавайская оох (лат. Moho nobilis) — вымершая певчая птица семейства гавайских медососов, эндемик Гавайев.

## Описание
Благородный мохо был впервые описан Блазиусом Мерремом в 1786 году. Самцы достигали длины 32 см, самки были длиной примерно 24 см. Длина крыльев составляла от 11 до 11,5 см. Хвост был длиной 19 см. Оперение было преимущественно блестяще-чёрное с коричневатым оттенком на брюхе. Характерным признаком вида были жёлтые перья плеча, белые внешние перья хвоста и сильно удлинённые и спирально повёрнутые средние перья хвоста. В целом у самок средние перья хвоста были короче и менее повёрнуты. Радужины были тёмно-коричневого цвета, клюв и ноги были чёрные. У молодых птиц жёлтые пучки перьев отсутствовали.

## Распространение
Птицы обитали в горных лесах на острове Гавайи.

## Образ жизни
Благородный мохо был робкой, подвижной птицей, населявшей кроны деревьев небольшими стаями. В полёте можно было услышать быстрый, гудящий шум. Благородный мохо питался преимущественно цветочным нектаром растений рода Лобелия и Метросидерос (Metrosideros polymorpha). Призыв звучал как низкое «тук-тук». Так как яйца и гнёзда никогда не описывались, почти ничего не известно о гнездовании.

## Вымирание
Благородный мохо принадлежал к видам птиц, на которых интенсивно охотились из-за их оперения. Их жёлтые перья использовались для изготовления ценных вечерних платьев дворянских сословий. В 1891 и 1892 годах его ещё часто можно было наблюдать, а в 1894 году птицы уже не встречались. Последний крик птицы был слышен в 1934 году на склонах Мауна Лоа.
В нескольких музеях США и Европы (Берлин, Дрезден, Бремен и Гамбург) имеются шкурки этих птиц.